# Consolidated B-32 Dominator
El Consolidated B-32 Dominator, o Consolidated Model 33, fue un bombardero pesado construido para las Fuerzas Aéreas del Ejército de los Estados Unidos durante la Segunda Guerra Mundial, y tiene la distinción de ser la última aeronave aliada en entrar en combate durante la Segunda Guerra Mundial.

## Desarrollo

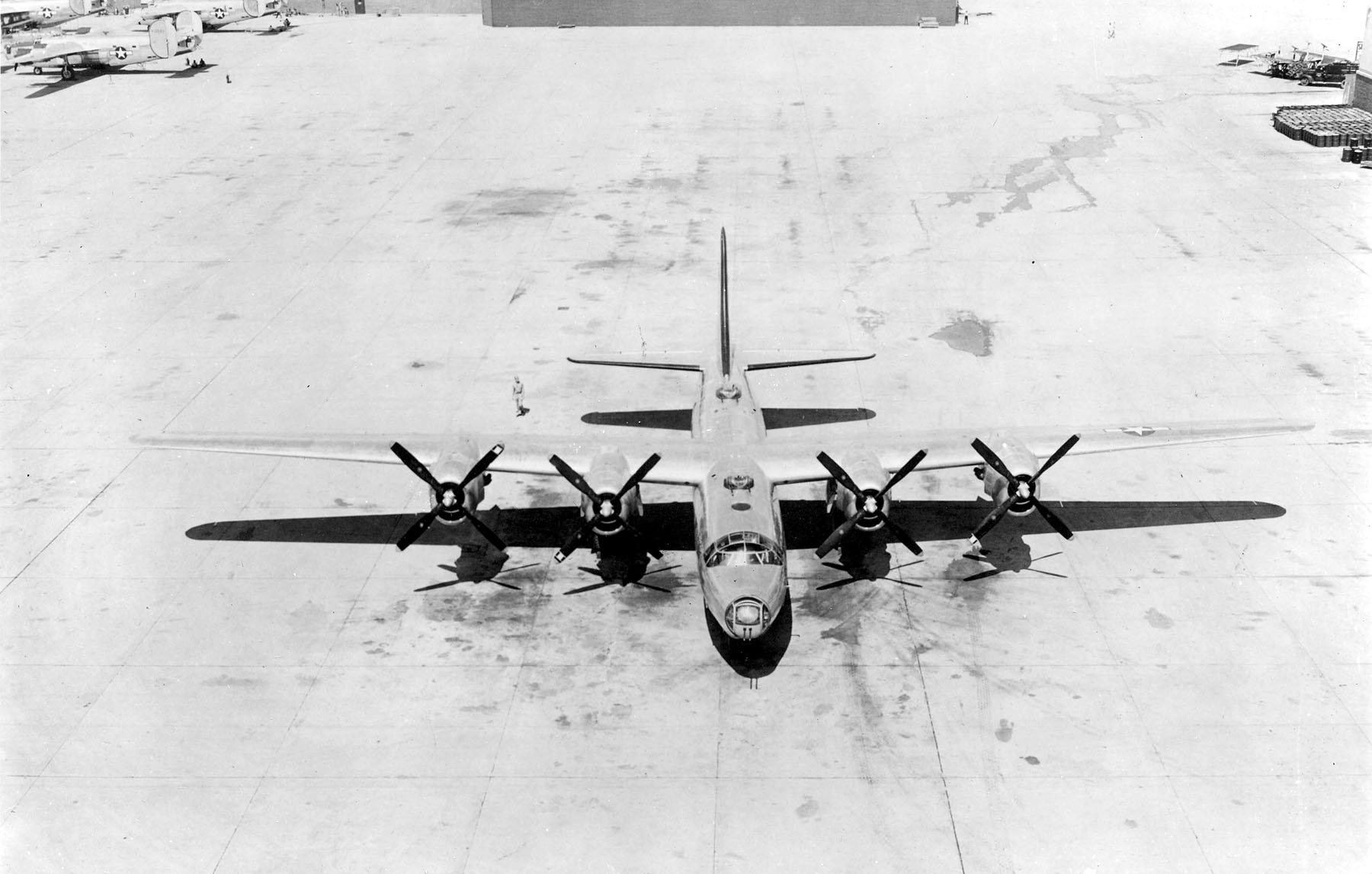
B-32 en tierra.

Fue un proyecto desarrollado por Consolidated Aircraft Corporation en competencia y en respuesta al mismo requerimiento para el que la firma Boeing diseñó con éxito el B-29 Superfortress, para mantenerlo como un diseño de reserva, en caso de que el Superfortress resultara infructuoso y no se fabricara en serie.
Para ello, se firmaron contratos de desarrollo y producción con las dos compañías para la construcción de tres prototipos al mismo tiempo, los de Consolidated se designaron XB-32 y eran de menor tamaño, peso, capacidad, alcance y velocidad que el diseño final del bombardero B-29, un avión con un diseño muy avanzado, adelantado a su época, del que existían mucha dudas respecto a su éxito y producción en serie en el futuro.
El primer prototipo de pruebas realizó su primer vuelo el 7 de septiembre de 1942, y los otros dos, a lo largo de 1943. Al igual que el modelo de pruebas de Boeing, el XB-29, estos aparatos estaban presurizados e instalaban torretas dirigidas por control remoto; sin embargo cada uno de los tres ejemplares se diferenciaban entre sí en algún aspecto importante de su configuración, forma de las alas, cabina y peso. Así pues, el tercer prototipo de pruebas, con un parabrisas escalonado en la cabina de vuelo, tenía una única y gran deriva, timón vertical de profundidad, y fue la configuración básica de los aviones de construcción en serie.

## Diseño

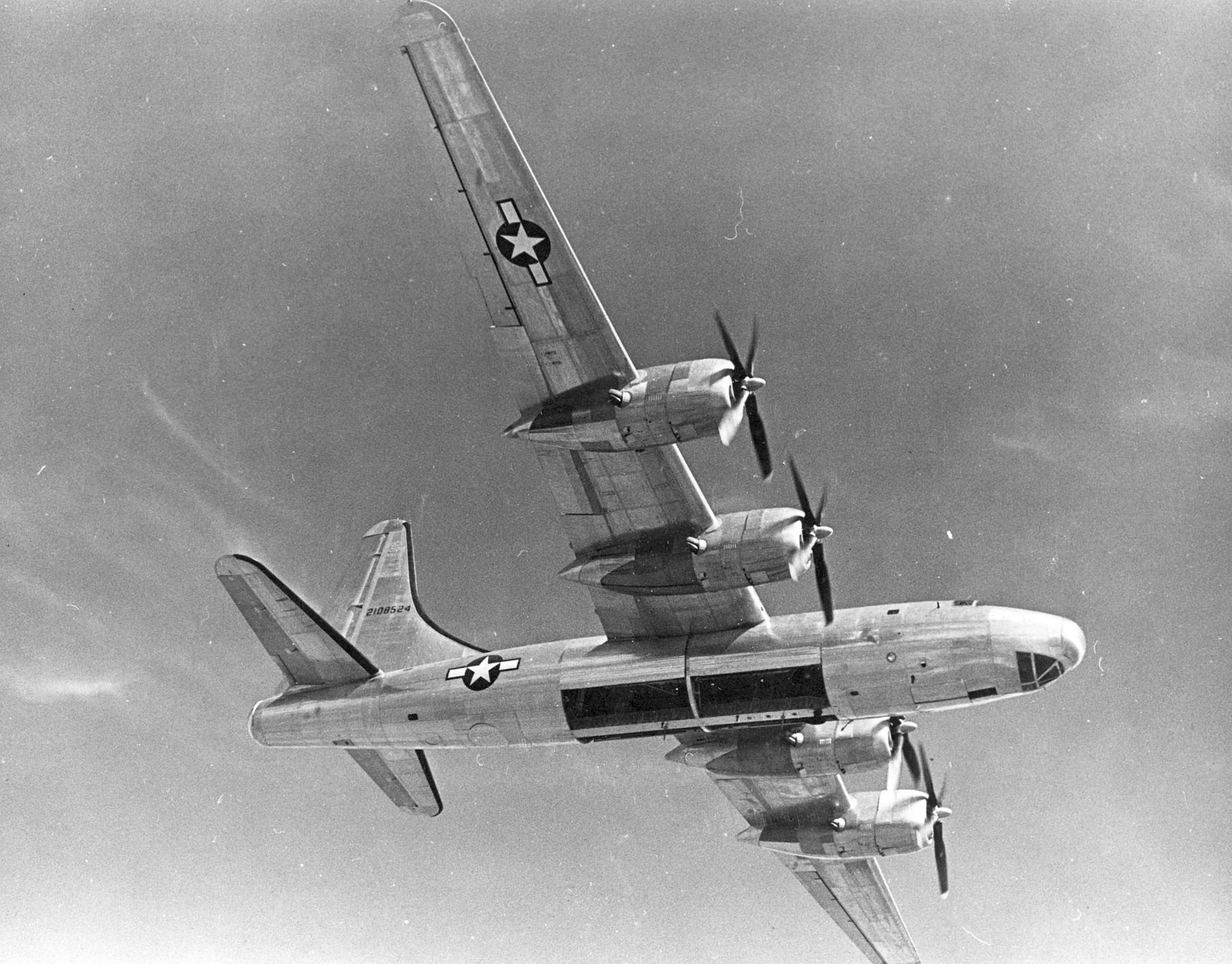
Consolidated TB-32-15-CF.

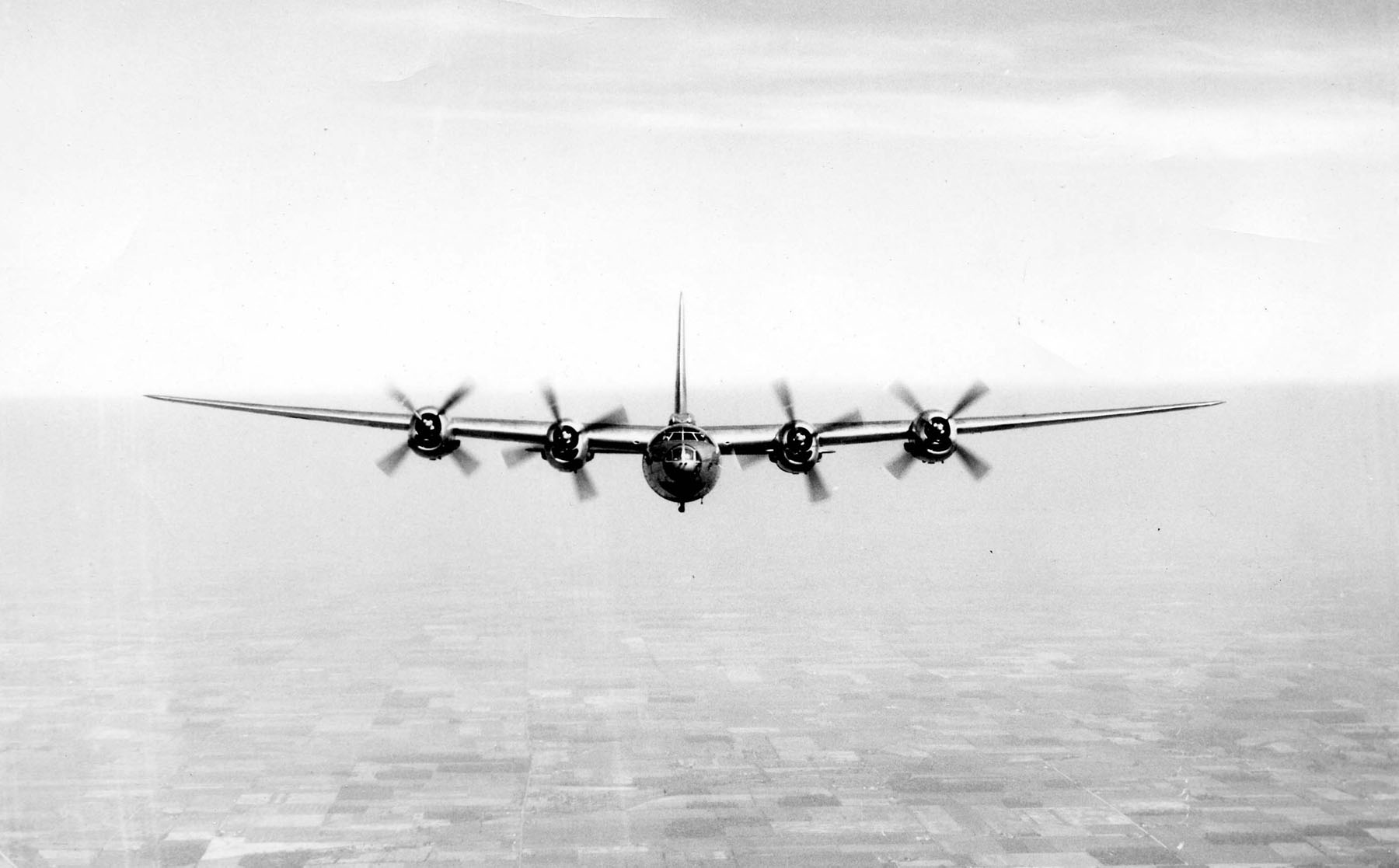
B-32 en vuelo.

El bombardero pesado B-32, de menor tamaño que el B-29, era un monoplano de ala alta cantilever propulsado por cuatro motores radiales Wright R-3350-23 "Cyclone". El tren de aterrizaje era de tipo triciclo retráctil y contaba con dos grandes bodegas internas de armas, que podían cargar 9072 kg de bombas. Su dotación era de ocho tripulantes.
La firma Consolidated tuvo grandes problemas en el desarrollo del B-32, no pudiendo comenzar las entregas hasta noviembre de 1944, cuando desde ocho meses atrás los B-29 ya estaban en servicio operativo sobre Japón.
Se fabricaron 115 unidades de serie casi al final de la Segunda Guerra Mundial, y solo 15 estuvieron operativos durante el verano de 1945, en que equiparon el 386º Squadron de Bombardeo, con base en Okinawa y por consiguiente, solo fue visto de forma limitada en operaciones de combate contra objetivos del Imperio Japonés antes de finalizar la guerra, en el bombardeo de Tokio y otras ciudades de Japón; también fue utilizado como un bombardero naval, lanzando bombas sobre barcos de guerra en el Océano Pacífico, volando a gran altitud, pero con poco éxito por la poca precisión de las bombas de caída libre. Además se construyeron unos cuarenta ejemplares de una versión de entrenamiento designada TB-32.
Algunos aviones bombarderos tenían la misión de mantenerse en bases aéreas de la costa de América como reserva, en Panamá para defender el Canal de Panamá, y en una base aérea en las islas Galápagos frente a la costa de Ecuador, como un avión de reconocimiento por su gran alcance en combate y para lanzar bombas sobre objetivos enemigos, en caso de un desembarco japonés en la costa occidental de América. Acabada la guerra mundial, todas las unidades existentes fueron retiradas de servicio, para mantener operativo al bombardero B-29, que tenía un diseño más avanzado, y por la entrada de nuevos aviones bombarderos al servicio activo.

## Variantes
XB-32 (Model 33)
Tres construidos, en el primer avión: motores Wright R-3350-13 (interiores) y Wright R-3350-21 (exteriores), hélices de tres palas, morro acristalado y redondeado, los primeros dos aviones tenían una configuración de cola doble. El segundo prototipo estaba presurizado y tenía torretas artilladas retráctiles controladas remotamente en las posiciones dorsal y ventral, con un "aguijón" de cola controlado manualmente. El segundo y tercer prototipos tenían numerosas variaciones de cola instaladas, incluyendo una instalación de cola de B-29. Primer vuelo el 7 de septiembre de 1942.
B-32-1-CF (Model 34)
Avión de pruebas de vuelo que voló por primera vez el 5 de agosto de 1944. Motores Wright R-3350-23. Los primeros dos aviones tenían instaladas inicialmente colas de B-29. Instalación de armamento, compensadores de timón simples, equipo radar de bombardeo (AN/APQ-5B y AN/APQ-13) y equipo de navegación de largo alcance, 10 construidos.
B-32-5-CF
Compensadores de timón dobles estándares. Los últimos 11 aviones convertidos a TB-32-5CF con la supresión de todo el armamento (aberturas recubiertas), supresión de equipo radar de bombardeo, y supresión de equipo de navegación de largo alcance, 15 construidos.
TB-32-10-CF
Puerta de acceso del tripulante bombardero rediseñada, sustitución de la radiobrújula SCR-269-G por el equipo AN/ARN-7, instalación de extintores de fuego motor, 25 construidos.
TB-32-15-CF
Mangas antihielo del empenaje, cuatro construidos.
B-32-20-CF
Avión equipado para el combate. Sistema de presurización desmontado, burbuja de observación instalada en el fuselaje trasero, 21 construidos.
B-32-21-CF
Un B-32-20-CF convertido a la versión de paracaidistas. Todo el equipo de bombardeo desmontado y bancos instalados en la bodega de bombas trasera y en el fuselaje trasero.
B-32-25-CF
Sistema de combustible modificado para permitir la instalación de depósitos auxiliares en la bodega de bombas. LORAN AN/APN-9, 25 construidos.
B-32-30-CF
Variante con torreta proel estabilizada Sperry A-17A, instalación de equipo de contramedidas (AN/APQ-2, AN/APT-1 y AN/APT-2) y equipo radar de bombardeo mejorado APQ-13A. Siete construidos, los últimos tres aviones fueron volados directamente a almacenaje y desguazados.
B-32-35-CF
Siete producidos con munición aumentada; volados directamente a almacenaje y desguazados.
B-32-40-CF
Un total de diez fueron construidos y volados directamente a almacenaje y desguazados.
B-32-45/50-CF
Un total de 37 en construcción. Las máquinas parcialmente ensambladas fueron desprovistas de todo equipo proporcionado por el gobierno y los motores, y fueron desguazados in situ por el contratista.
B-32-1-CO
Tres aviones iguales al B-32-20CF, pero ensamblados por Consolidated-San Diego. Un avión fue aceptado, siendo las dos unidades restantes voladas directamente a almacenaje y desguazadas.
Fueron ordenados un total de 300 B-32, 118 fueron entregados, 130 en condiciones de vuelo, 170 cancelados, las órdenes para 1099 B-32-CF y 499 B-32-CO más fueron canceladas después de la rendición japonesa.

## Operadores
Estados Unidos
- Fuerzas Aéreas del Ejército de los Estados Unidos
  - 386th Bombardment Squadron (Heavy)
  - 312th Bombardment Group

## Especificaciones (B-32)

### Características generales
- Tripulación: 10
- Longitud: 25,3 m (83 ft)
- Envergadura: 41,2 m (135,2 ft)
- Altura: 10,1 m (33,1 ft)
- Superficie alar: 132,1 m² (1422 ft²)
- Peso vacío: 27 000 kg (59 508 lb)
- Peso cargado: 45 000 kg (99 180 lb)
- Peso máximo al despegue: 50 580 kg (111 478,3 lb)
- Planta motriz: 4× motor radial de 18 cilindros en doble estrella refrigerado por aire Wright R-3350-23A "Cyclone".
  - Potencia: 1641 kW (2262 HP; 2231 CV) cada uno.
- Hélices: De cuatro palas

### Rendimiento
- Velocidad máxima operativa (Vno): 575 km/h (357 MPH; 310 kt)
- Velocidad crucero (Vc): 467 km/h (290 MPH; 252 kt)
- Alcance: 4815 km (2600 nmi; 2992 mi)
- Techo de vuelo: 11 000 m (36 089 ft)
- Régimen de ascenso: 3,4 m/s (669 ft/min)
- Carga alar: 341 kg/m² (69,8 lb/ft²)
- Potencia/peso: 150 W/kg

### Armamento
- Ametralladoras: 

  - 10x Browning M2 de 12,7 mm
- Bombas: 9100 kg

## Aeronaves relacionadas

### Desarrollos relacionados
- Consolidated B-24 Liberator

### Aeronaves similares
- Messerschmitt Me 264
- Boeing B-29 Superfortress
- Douglas XB-31
- Lockheed XB-30
- Martin XB-33 Super Marauder
- Avro Lincoln
- Tupolev Tu-4

### Secuencias de designación
- Secuencia Numérica (interna de Consolidated): ← 30 - 31 - 32 - 33 - 34 - 36 - 37 - 39 →
- Secuencia B-_ (Bombarderos del USAAC/USAAF/USAF, 1926-1962): ← B-29 - XB-30 - XB-31 - B-32 - XB-33 - B-34 - YB-35 →